# Donazione di cellule staminali ematopoietiche
La donazione di cellule staminali ematopoietiche (detta anche donazione di midollo osseo) consiste nel cedere una determinata quantità delle proprie cellule staminali ematopoietiche, affinché vengano utilizzati per scopo terapeutico in pazienti che necessitano di trapianto di staminali. Se donatore e ricevente sono compatibili, le cellule infuse viaggiano fino al midollo osseo e iniziano la produzione di cellule ematiche.
È possibile prelevare le cellule staminali ematopoietiche da una persona per iniettarle in un'altra persona (trapianto allogenico) o reiniettarle nella stessa persona in un tempo successivo (trapianto autologo). 

## Prelievo

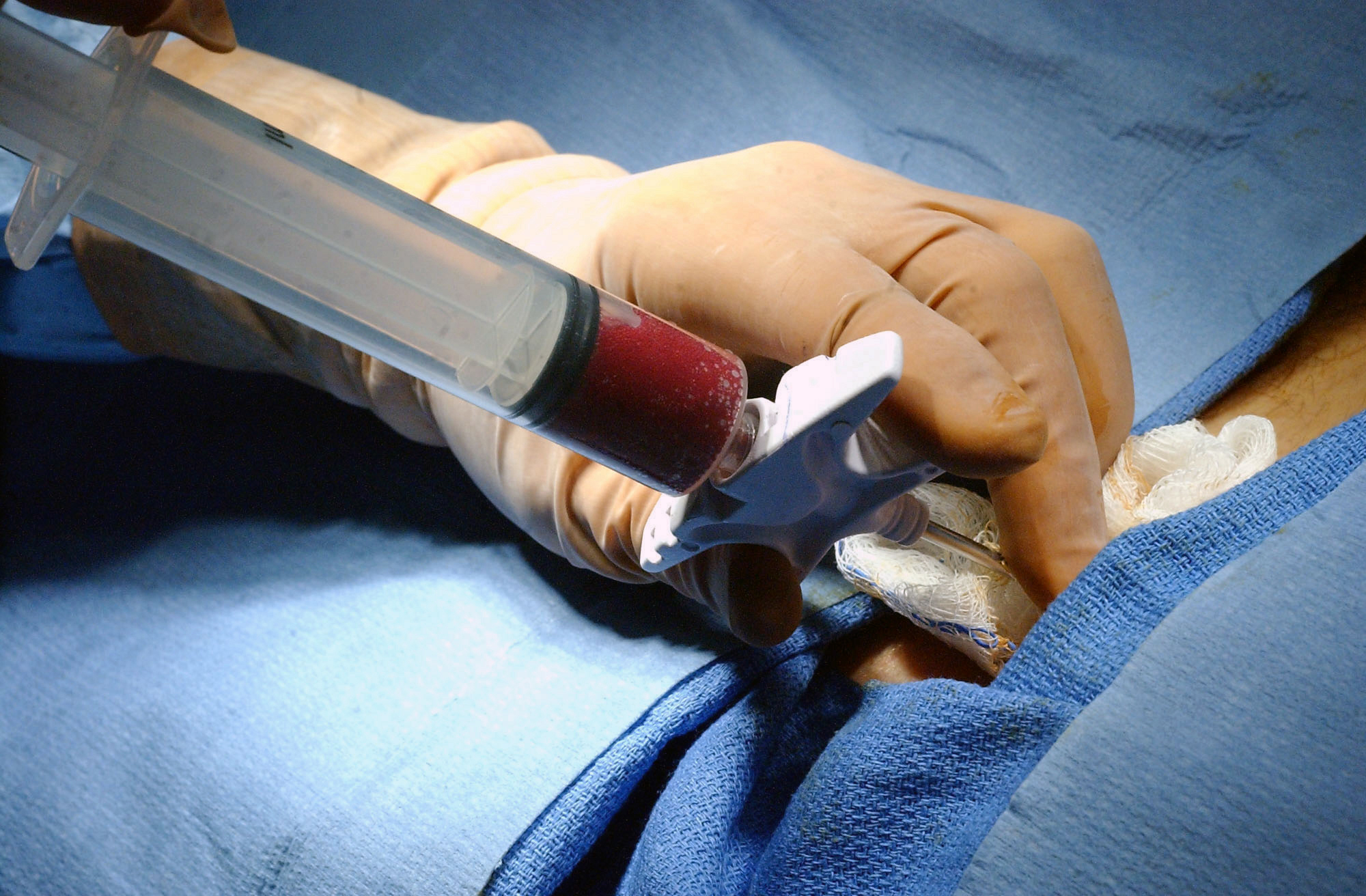
Prelievo del midollo osseo

Le cellule staminali sono prelevate direttamente dal midollo osseo rosso nella cresta dell'ileo, sotto anestesia locale o totale.
Le cellule staminali possono, in alternativa, anche essere prelevate dal sangue venoso, similarmente alla donazione di sangue o piastrine. Durante il prelievo, la componente cellulare che interessa viene isolata mediante aferesi e successivamente viene raccolta in una sacca apposita, mentre il resto del sangue viene reinfuso.
Poiché il sangue periferico, di norma, non contiene sufficienti quantità di cellule staminali emopoietiche per un trapianto, è necessario, prima del prelievo, incrementare il loro numero: a tal fine si somministra un fattore di crescita, il G-CSF, normalmente prodotto dall'organismo, che ha la proprietà di accelerare la proliferazione delle cellule staminali e di facilitarne il passaggio nel sangue periferico.

## Cellule staminali cordonali
Nei neonati si possono prelevare le cellule staminali dal cordone ombelicale.

## I rischi per donatori
I rischi di una complicazione dipendono dalle caratteristiche dei donatori, dagli operatori sanitari, dalla procedura di aferesi e dal fattore stimolante utilizzato (G-CSF, GM-CSF). I farmaci utilizzati comprendono filgrastim (Granulokine, forma long-acting peghilata: Neulasta) e lenograstim,G-CSF glicosilato (Myelostim, Granocyte).

### Rischi correlati ai farmaci
Il filgrastim è in genere somministrato in 10 microgrammi/kg 10 per 4-5 giorni durante la raccolta delle cellule staminali. Gli effetti negativi documentati del filgrastim includono rottura della milza (rischio 1 in 40000), sindrome da distress respiratorio (ARDS), emorragia alveolare e reazioni allergiche (di solito espresse nei primi 30 minuti, rischio 1 su 300). In aggiunta i livelli di piastrine ed emoglobina non tornano alla normalità fino a un mese.
La questione se i pazienti sopra i 65 anni reagiscono allo stesso modo dei pazienti al di sotto di quest'età non è stata sufficientemente esaminata. Problemi di coagulazione del sangue e infiammazione di placche aterosclerotiche si verificano come risultato dall'iniezione di G-CSF, La somministrazione G-CSF è stata anche correlata all'induzione di cambiamenti genetici nelle cellule mononucleari dei donatori normali. Vi è evidenza che mielodisplasia o la leucemia acuta (AML) può essere indotta da GCSF nei soggetti sensibili.
Uno studio condotto su 2408 donatori (tra i 18-60 anni) ha indicato che il dolore osseo (soprattutto sulla schiena e sui fianchi), si osserva nell'80% dei donatori, a seguito del trattamento con filgrastim a 4 giorni dopo la somministrazione. Questo dolore ha risposto all'ibuprofene nel 65% dei donatori ed è stato stimato come da lieve a moderato nell'80% dei donatori e grave nel 10%. Il dolore osseo cala nel post-donazione al 26% dei pazienti 2 giorni dopo la donazione, nel 6% dei pazienti dopo una settimana e nel meno del 2% rimaneva ad 1 anno dopo la donazione. La donazione non è raccomandata a soggetti che abbiano avuto problemi di dolore alla schiena. Altri sintomi osservati in oltre il 40% dei donatori includono: mialgia, cefalea, affaticamento e insonnia. Questi sintomi tornano ai livelli basali 1 mese dopo la donazione, ad eccezione di alcuni casi di stanchezza persistente nel 3% dei donatori.

### I rischi correlati al prelievo
Generalmente il sangue viene prelevato dalle vene periferiche, ma nel 16% delle donne e nel 4% degli uomini si preferisce una linea centrale sulle vene giugulari o sulla vena succlavia o sulla vena femorale comune. Le reazioni avverse in corso di aferesi sono state riscontrate nel 20% delle donne e nell'8% degli uomini. Questi eventi sono stati soprattutto episodi di intorpidimento, formicolio e nausea.

### Gravi reazioni
Uno studio che ha esaminato 2408 donatori, ha scoperto che gli eventi avversi gravi (che richiedono una ospedalizzazione prolungata) si sono verificati in 15 donatori (ad un tasso del 0,6%) anche se nessuno di questi eventi è risultato fatale. Nei donatori non si sono riscontrati tassi di cancro superiori ai tassi normali fino a 4-8 anni di follow-up. Le reazioni avverse comuni più gravi sono edema polmonare, trombosi venosa profonda, rottura della milza, e infarto del miocardio. L'induzione di tumori ematologici è paragonabile a quella osservata nella popolazione generale, con soli 15 casi segnalati entro i 4 anni.